# Олімпійський комітет Республіки Косово
Національний олімпійський комітет Республіки Косово (алб. Komiteti Olimpik i Kosovës, серб. Олимпијски комитет Косова) — Національний олімпійський комітет який представляє Косово. Офіційно створений у 1992 році, однак повноправним членом Міжнародного олімпійського комітету та Олімпійського руху став 9 грудня 2014. Комітет відповідає за участь Косово на Олімпійських іграх.
Республіка Косово брала участь у перших Європейських іграх в Баку, Азербайджан, а у 2016 році планується перший офіційний виступ на літніх Олімпійських іграх в Ріо-де-Жанейро, Бразилія.